# Rudolf Schieder
Rudolf Theodor Schieder (* 14. Juni 1943 in Königsberg; † 14. März 2025 in Erftstadt) war ein deutscher Astrophysiker.

## Leben
Rudolf Schieder, Sohn des Professors für Mittlere und Neuere Geschichte Theodor Schieder und dessen Frau Eva Rogalsky, wurde er in Königsberg geboren. Die Familie flüchtete Anfang 1944 die Familie nach Dietmannsried im Allgäu. Nach dem Schulbesuch in Köln, wo sein Vater seit 1949 als Professor tätig war, studierte Rudolf Schieder an der Universität Bonn Physik, wo er 1971 promoviert wurde. Er habilitierte sich 1980 an der Universität zu Köln und war dort von 1990 bis zu seiner Emeritierung am I. Physikalischen Institut als Professor tätig. 1995 erhielt er zusammen mit Gisbert Winnewisser für die Entwicklung eines Submillimeter-Teleskops mit der weltbesten Auflösung, aufgestellt im Kölner Observatorium für SubMillimeter Astronomie auf dem Gornergrat bei Zermatt, den Philip Morris Forschungspreis.
Schieder starb im März 2025 im Alter von 81 Jahren und wurde am 4. April 2025 in einer Urne auf dem Friedhof in Erftstadt-Liblar beigesetzt.

## Veröffentlichungen (Auswahl)
- Wechselwirkung von Atomen mit monochromatischer Strahlung. Dissertation Universität Bonn 1971 (gedruckt 1975).
- Beiträge zur hochauflösenden Spektroskopie mit kontinuierlichen Farbstoff-Lasern. Habilitationsschrift Köln 1980.